# Zvonimir Tadejević
Zvonimir Tadejević (* 3. August 1990) ist ein kroatischer Biathlet.

## Werdegang
Tadejević gab am 19. Februar 2007 bei einem IBU-Cup in Forni Avoltri beim Sprint sein internationales Debüt und wurde 80. Am 19. Januar 2008 holte er bei einer Verfolgung in Osrblie als 34. erstmals IBU-Cup-Punkte. Bis dato ist dies auch sein einziger Wettkampf, wo er Punkte holte. Nach zahlreichen weiteren IBU-Cups gab Tadejević am 10. Dezember 2010 in Hochfilzen bei einem Sprint sein Debüt im Weltcup und belegte den 102. Rang. Auch in Pokljuka startete er im Weltcup. Im Einzel wurde Tadejević 99. und im Sprint 100. Bei der Junioren-WM in Nové Město na Moravě wurde er im Einzel 34. und im Sprint 84. Bei den Biathlon-Weltmeisterschaften 2011 in Chanty-Mansijsk nahm Tadejević erstmals an einer Biathlon-WM teil und belegte im Einzel den 102. und im Sprint den 111. Platz.

## Platzierungen im Biathlon-Weltcup
| Platzierung                      | Einzel | Sprint | Verfolgung | Massenstart | Staffel | Gesamt |
| -------------------------------- | ------ | ------ | ---------- | ----------- | ------- | ------ |
| 1. Platz                         |        |        |            |             |         |        |
| 2. Platz                         |        |        |            |             |         |        |
| 3. Platz                         |        |        |            |             |         |        |
| Top 10                           |        |        |            |             |         |        |
| Punkteränge                      |        |        |            |             |         |        |
| Starts                           | 2      | 3      |            |             |         | 5      |
| Stand: nach der Saison 2010/2011 |        |        |            |             |         |        |